# Хвойник средний
Хво́йник сре́дний, или Эфе́дра промежу́точная, или Эфедра средняя, или Эфедра пусты́нная (лат. Ephēdra intermēdia) — вид кустарников рода Хвойник (Ephedra) монотипного семейства Хво́йниковые, или Эфедровые (Ephedraceae).

## Распространение
В природе ареал вида охватывает Центральную Азию.
Произрастает на щебнистых склонах в нижнем поясе гор, в предгорьях, на высокогорных долинах и плато.
|                               |
|                               |
| Сверху вниз: Ветви. Соцветие. |

## Ботаническое описание
Кустарники высотой до 1 м. Ветви торчащие, вверху сближенные, почти параллельные, сильно ветвистые с серой, мочалистой корой; веточки диаметром до 2—3 мм, прямые, супротивные или мутовчатые, междоузлия короткие или удлинённые (длиной до 5 см), сизо-зелёные, гладкие или тонко шероховатые.
Листья в числе двух, редко трёх—четырёх, редуцированные, внизу спаянные, плёнчатые, треугольные, длиной до 3,5 мм.
Мужские колоски скучены в соцветия диаметром до 1 см, овальные около 6 мм, с тремя—четырьмя парами цветков, прицветники округло-овальные, по краю узкоплёнчатые, на одну треть внизу спайные, длиной около 2,5 мм, внутренние более длинные. Тычиночная колонка слабо выдающаяся, цельная или до основания ветвистая, пыльники в числе шести—восьми, обычно на коротких ножках. Женские колоски двух—трёх-цветковые, с двумя—тремя парами прицветников, иногда тройчато-мутовчатых, нижние (при трёх парах) короткие, средние (при двух парах) почти равны по длине внутренним, внутренние до половины или несколько выше спаянные, широкие, притуплённые или слабо заострённые, по краю узко-плёнчатые, цельные.
Плоды шаровидные, длиной около 6 мм, мясистые, красные. Семена бурые, длиной 5—6 мм, плоско-выпуклые.
Цветение в июне. Плодоношение в июле.
От близкородственного хвойника хвощёвого отличается более длинными, толстыми и шероховатыми междоузлиями побегов и более крупными двусемянными шишкоягодами.

## Хозяйственное значение и применение
Содержит меньше алкалоидов, чем хвойник хвощёвый. Крупные сочные шишкоягоды, богатые сахарами и органическими кислотами, едят свежими и используют для приготовления компотов, киселей, варенья, джемов, спиртных напитков.
Золу стеблей эфедры промежуточной в Казахстане и Средней Азии добавляют в жевательный «табак» — насвай.

## Классификация

### Таксономия
Вид Хвойник средний входит в род Хвойник (Ephedra) монотипного семейства Хвойниковые (Ephedrales) монотипного порядка Хвойниковые (Ephedrales).
|                                             |                   |                                               |                        |             |  |  |  |  |                     |  | ещё более 65 видов |
|                                             |                   |                                               |                        |             |  |  |  |  |                     |  |                    |
| монотипный порядок Хвойниковые (Ephedrales) |                   | монотипное семейство Хвойниковые (Ephedrales) |                        | род Хвойник |  |  |  |  |                     |  |                    |
| монотипный порядок Хвойниковые (Ephedrales) |                   |                                               |                        | род Хвойник |  |  |  |  |                     |  |                    |
|                                             | отдел Гнетовидные |                                               |                        |             |  |  |  |  | вид Хвойник средний |  |                    |
|                                             | отдел Гнетовидные |                                               |                        |             |  |  |  |  | вид Хвойник средний |  |                    |
|                                             |                   |                                               | ещё 2 порядка растений |             |  |  |  |  |                     |  |                    |
|                                             |                   |                                               |                        |             |  |  |  |  |                     |  |                    |

### Представители
В рамках вида выделяют несколько разновидностей:
- Ephedra intermedia var. intermedia
- Ephedra intermedia var. tibetica Stapf — произрастает в Афганистане и Индии (Jammu and Kashmir)